# Ожика бліда
{{#ifeq:0|0|{{#if:|{{#if:Luzulapallescens|[[]}}|}}}}
Ожика бліда, мохнатка бліда (Luzula pallescens) — вид трав'янистих рослин з родини ситникових (Juncaceae), поширений у Північній Євразії, від Великої Британії та Скандинавії, через Північно-Центральну і Східну Європу, Центральну Азію, до Гімалаїв і Північно-Східної Азії.

## Опис
Багаторічна трав'яниста рослина 10–50 см заввишки. Рослина утворює дернину. Суцвіття з багатьма голівках і по 1–3 на кожній гілочці. Квітки світло-рожеві або бліді. Коробочка майже однієї довжини з оцвітиною. Насіння яйцюватої форми, ≈ 1 мм. 2n = 12.

## Поширення
Вид поширений у Північній Євразії, від Великої Британії та Скандинавії, через Північно-Центральну і Східну Європу, Центральну Азію, до Гімалаїв і Північно-Східної Азії.
В Україні вид зростає на луках, інших трав'янистих місцях, в лісах, серед чагарників — майже на всій території.

## Галерея

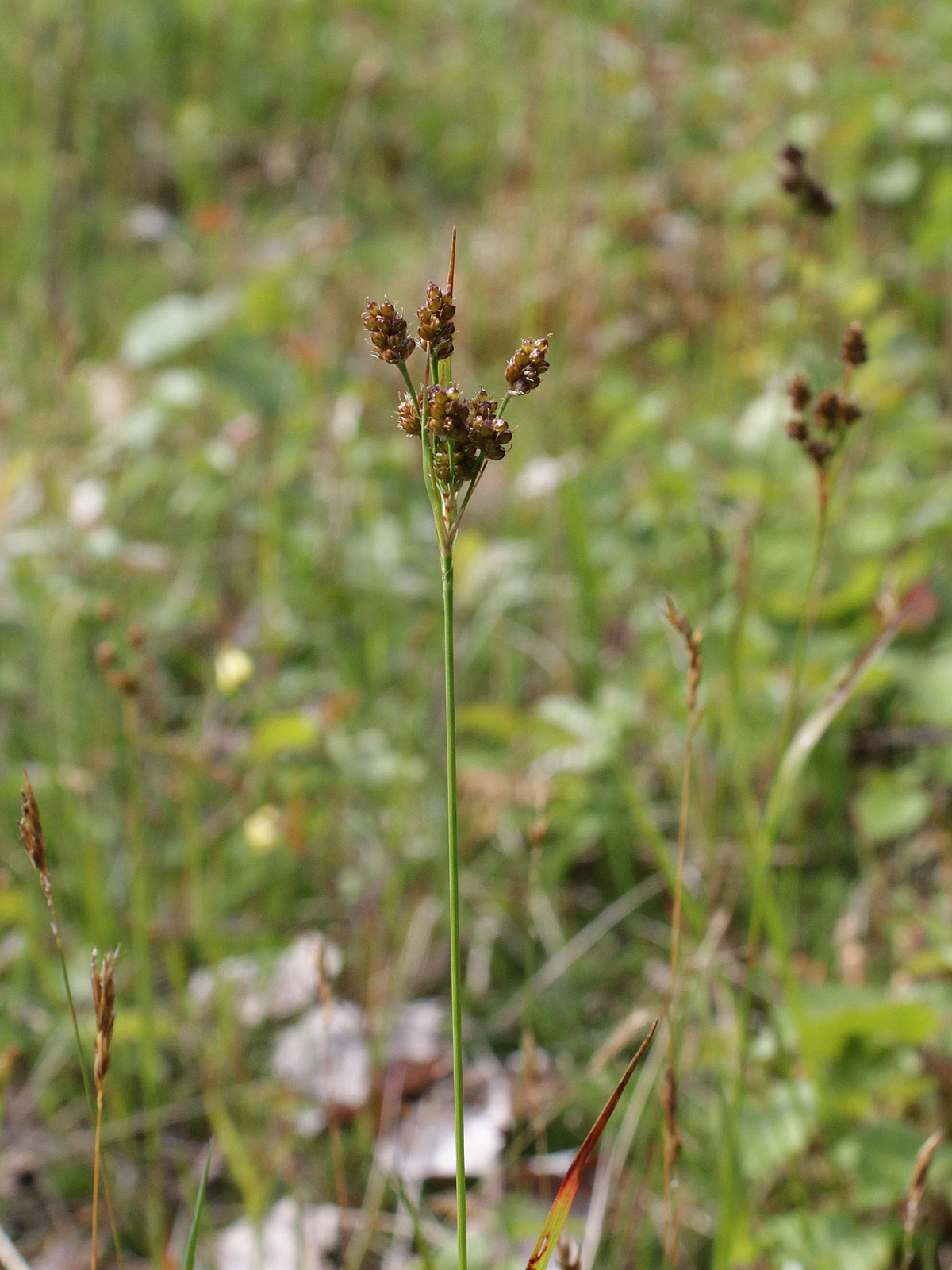
квітуча рослина
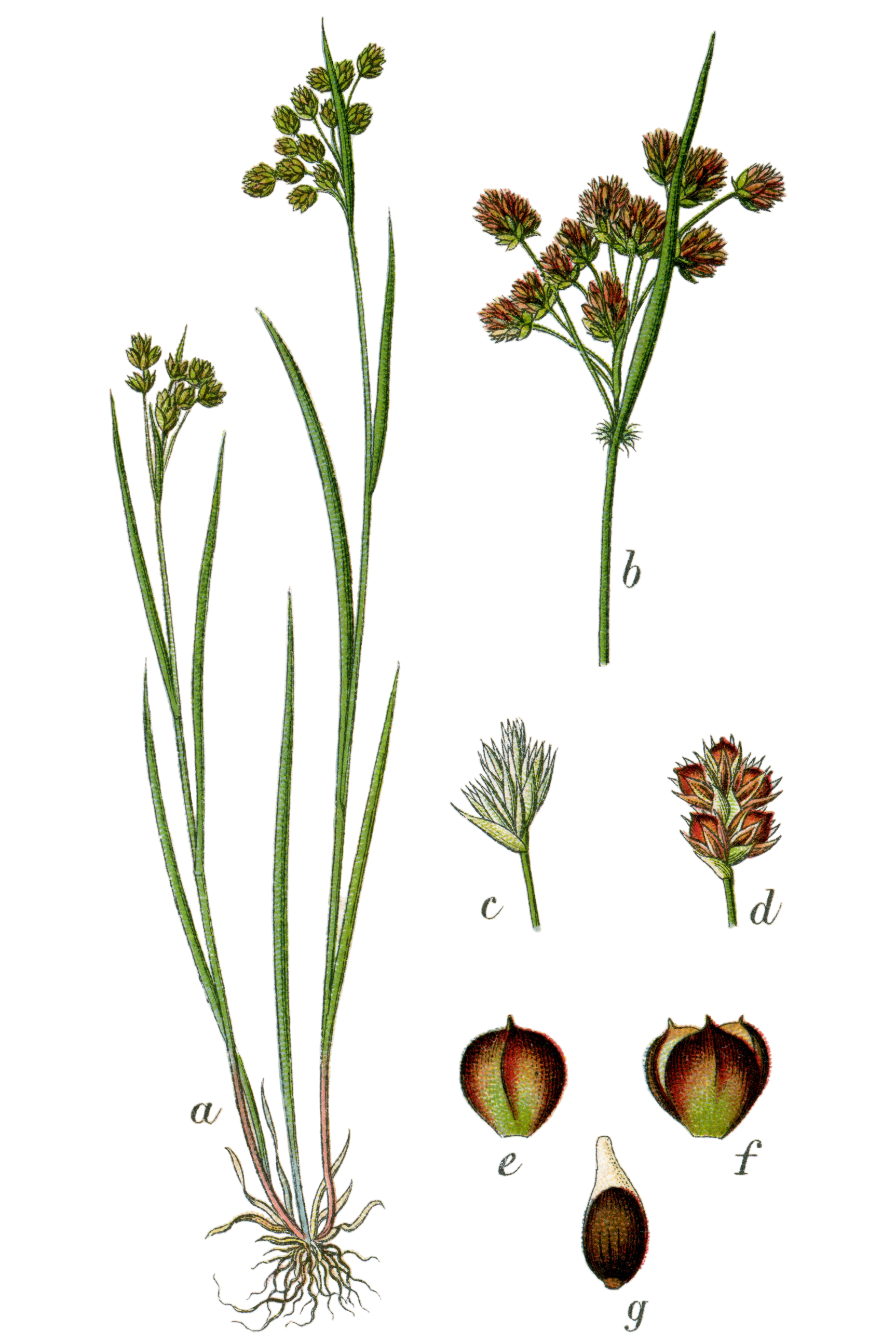
ілюстрація